# 원광대학교 광주한방병원
원광대학교 광주한방병원(圓光大學校 光州韓方病院)은 광주광역시 남구에 위치한다. 원광대학교 한의과대학 부속 한방병원이다.

## 같이 보기
- 원광대학교
- 원광대학교병원
- 한의과대학